# Papa Bonifaciu al VI-lea
Papa Bonifaciu al VI-lea (n.  ?, Roma, Italia – d. 26 aprilie 896 d.Hr., Roma, Statele Papale) a fost un papă al Romei în luna aprilie 896. A fost numit în această funcție de către adversarii predecesorului său Formosus. Pontificatul lui era unul din cele mai scurte, Bonifaciu a murit după doar 15 zile. Astfel, anul 896 era un an care - ca și 1978 - a cunoscut consecutiv trei papi. În anul 898, numirea sa ca Papă a fost declarată nulă. 